# José Manuel Gutiérrez
Pour les articles homonymes, voir Gutiérrez.
Gutiérrez  Revuelta est un nom espagnol. Le premier nom de famille, en général paternel, est Gutiérrez ; le second, en général maternel, souvent omis, est Revuelta.
José Manuel Gutiérrez Revuelta, né le 4 mai 1988 à Santander (Cantabrie), est un coureur cycliste espagnol. 

## Biographie
En 2006, José Manuel Gutiérrez devient champion d'Espagne du contre-la-montre chez les juniors (moins de 19 ans). Il représente également son pays lors des championnats d'Europe, où il abandonne. 
En 2010, il est sacré champion de Cantabrie du contre-la-montre espoirs (moins de 23 ans). Les années suivantes, il brille principalement dans le calendrier amateur espagnol avec plusieurs victoires et diverses places d'honneur. Il commence ensuite à courir au niveau continental en juin 2014, avec l'équipe roumaine Tusnad,. Victime d'une fracture du scaphoïde, il n'est cependant pas conservé par ses dirigeants.
Entre 2015 et 2018, il court épisodiquement avec la formation Kuwait. Durant cette période, il termine notamment sixième d'une édition du Tour d'Al Zubarah, quatrième et septième d'étapes sur le Tour du Maroc en 2017, ou encore neuvième d'une étape du Tour de Roumanie et quatorzième du Grand Prix Jornal de Notícias en 2018. En 2019, il intègre la formation Guerciotti-Kiwi Atlántico.

## Palmarès et résultats

### Palmarès par année
- 2004
  - Aiarako Bira[4]
- 2006
  -  Champion d'Espagne du contre-la-montre juniors
  - 3e de la Gipuzkoa Klasika
- 2010
  - Champion de Cantabrie du contre-la-montre espoirs
- 2011
  - Trofeo Santiago en Cos
  - 2e du San Bartolomé Saria
  - 3e du Tour de Cantabrie
- 2012
  - 2e étape du Tour des Comarques de Lugo
  - 2e du San Bartolomé Saria
  - 3e du Gran Premio San José
- 2013
  - 2e du Premio Nuestra Señora de Oro
  - 3e du Mémorial Valenciaga
- 2014
  - Lazkaoko Proba
  - 3e du Mémorial Juan Manuel Santisteban
- 2015
  - Circuito Nuestra Señora del Portal
  - 2e de la Clásica de la Chuleta
- 2016
  - Trofeo da Ascensión
  - 3e étape du Tour de Zamora
  - 2e du Gran Premio Primavera de Ontur
  - 2e de la Clásica de la Chuleta
  - 2e du Tour de La Corogne
- 2024
  - Copa Srednogorie

### Classements mondiaux
| Année                                 | 2015 | 2016 | 2017  | 2018 | 2019  | 2020  | 2021  |
| ------------------------------------- | ---- | ---- | ----- | ---- | ----- | ----- | ----- |
| Classement mondial                    |      | nc   | 2253e | nc   | 2003e | 1488e | 2339e |
| UCI Europe Tour                       | nc   | nc   | 1475e | nc   | 1310e | 1113e | 1561e |
| UCI Asia Tour                         | 246e | nc   | nc    | nc   |       |       |       |
|                                       |      |      |       |      |       |       |       |
| Légende : nc = non classéSource : UCI |      |      |       |      |       |       |       |